# Dziguilao
Dziguilao (ou Dzinguilao) est une commune du Cameroun située dans la région de l'Extrême-Nord et le département du Mayo-Kani, à proximité de la frontière avec le Tchad.

## Organisation territoriale
La commune recouvre le territoire de l'arrondissement de Taibong. Outre Dziguilao, elle comprend les villages suivants :
- Barlang
- Danhou
- Domba
- Dongrossé
- Golonghini
- Goundaye
- Goundaye Maporé
- Mbrondong
- Soueye

## Population
En 1969, le village Dziguilao comptait 1 889 habitants, principalement des Toupouri. À cette date, il disposait d'une école publique à cycle complet, d'un centre de santé élémentaire et d'une mission catholique. Un marché hebdomadaire s'y tenait le jeudi.
Lors du recensement de 2005, la commune comptait 43 606 habitants dont 3 303 pour Dziguilao Ville.

## Infrastructures
Dziguilao est doté d'un lycée public général qui accueille les élèves de la 6e à la Terminale.